# Fortsberg
Fortsberg, également appelé Frederiksvaern, est un fort colonial surplombant la baie de Coral Bay dans les Îles Vierges des États-Unis. 

## Historique
Un premier fort fut saisi par des esclaves lors d'une rébellion le 23 novembre 1733. Les esclaves « ont massacré la garnison et occupé la plupart des plantations de Saint John. Les propriétaires des plantations se sont enfuis dans la plantation de M. Durlo, l'actuelle Caneel Bay, qui a été fortifiée et défendue avec succès. Deux tentatives des Danois de réprimer la rébellion échoua. Enfin, de l'aide arriva du gouverneur de la Martinique. Quatre cents soldats français ont campé près de Fortsberg et la rébellion a été réprimée après une campagne de six mois ».
Un nouveau fort fut construit en 1760.
Le fort fut occupé par l'armée britannique en 1801 et de 1807 à 1815, pendant les guerres napoléoniennes.

## Architecture
Le fort est une structure de 37 x 18 m (120 x 60 pieds) avec de hauts murs et quatre bastions, construite sur les ruines d'une ancien fort datant de 1723. Les ruines d'une structure non identifiée sont à proximité.
La deuxième structure est constituée des ruines d’une batterie côtière de soutien, située à environ 300 mètres au sud-est du fort. Il a une superficie intérieure de 11 m × 16 m (37 x 54 pi). Cinq canons ont survécu au sein de la batterie, mais sans leurs chariots.